# 1959
Évszázadok: 19. század – 20. század – 21. század
Évtizedek: 1900-as évek – 1910-es évek – 1920-as évek – 1930-as évek – 1940-es évek – 1950-es évek – 1960-as évek – 1970-es évek – 1980-as évek – 1990-es évek – 2000-es évek
Évek: 1954 – 1955 – 1956 – 1957 –  1958 – 1959 – 1960 – 1961 – 1962 – 1963 – 1964

## Események
- január 1.
  - Fulgencio Batista elnök repülőgépen elmenekül Kubából,[1] az országban megalakul a Manuel Urrutia Lleó vezette forradalmi kormány.[2] (Győz a Fidel Castro vezette kubai forradalom.)[1]
  - Az újonnan megválasztott francia elnök, Charles de Gaulle elfoglalja hivatali székét.[3]
- január 25. – XXIII. János pápa bejelenti a II. vatikáni zsinat összehívását.[4]
- január 10. – Az Államvédelmi Hatóság (ÁVH) egykor rettegett vezetője, Péter Gábor egyéni kegyelemmel szabadul. (Szakszervezeti könyvtárosként dolgozott nyugdíjazásáig.)[5]
- február 1. – Gyatlov Rejtély
- február 5. – Szlovákiában a Megbízottak Testülete határozatot hoz a törvények és jogszabályok magyar nyelven történő közzétételéről.[6]
- február 16. – Batista diktátor elűzése után Fidel Castro hatalomátvétele Kubában
- március 9. – A New York-i nemzetközi játékvásáron bemutatják Barbie babát. Ezzel ez a nap vált a játékszer hivatalos „születésnapjává”.
- március 10. – Fegyveres felkelés tör ki Tibetben a kínai uralommal szemben.
- március 10.–19. – A Lengyel Egyesült Munkáspárt (PZPR) III. kongresszusán elfogadják az 1959–65. évi gazdasági fejlesztés irányelveit, melynek értelmében – többek között – az ún. „parasztkörök” (önkéntes termelőszövetkezetek) bevezetésével kísérletet tesznek a szocializmusnak vidéken történő elmélyítésére.[7]
- március 14. – A jugoszláv külügyminisztérium ellenséges politikával vádolja Bulgáriát.[8]
- március 24. – Jugoszláv párthatározat a nemzetiségi politikáról. (Ezt követően augusztusban visszatérnek állomáshelyükre Albánia és Jugoszlávia nagykövetei, akik 1958-ban a jugoszláviai albán kisebbség helyzetét illető nézetkülönbségek miatt hagyták el állomáshelyüket.)[8]
- március 25. – Villányban létrejön az első szennyvízcsatorna-társulat.[9]
- június 9–11. – A „szocialista kultúra kongresszusán” Csehszlovákia Kommunista Pártja (CSKP) felszólítja az alkotó értelmiség képviselőit a kulturális forradalom véghezvitelére.[6]
- június 11. – Genfben megkezdődik a a francia, amerikai, brit és szovjet külügyminiszter értekezlete a német kérdésről.[10]
- június 30. – A Kossuth rádió népszerű sorozata, „A Szabó család” első adása.
- július 2. – Brüsszelben Albert liege-i herceg, a későbbi II. Albert belga király feleségül vette Donna Paola Margherita Maria Antonia Consiglia Ruffo di Calabria olasz hercegnőt.
- július 13. – Simi-völgyi atombaleset
- július 24. –  Richard Nixon amerikai alelnök és Nyikita Szergejevics Hruscsov szovjet pártfőtitkár "konyhai vitája".
- augusztus 19. – Az 1955-ben aláírt bagdadi paktum átalakul a Központi Szerződés Szervezetévé (CENTO). (1979-ben gyakorlatilag megszűnik.)[10]
- augusztus 21. – Eisenhower amerikai elnök által aláírt rendelet értelmében Hawaii lesz az államok 50. tagja.
- szeptember 3–5. – A mezőgazdasági körök 1. országos konferenciája Lengyelországban.[7]
- szeptember 15. – Ítéletet hirdetnek a brassói íróperben.[11]
- szeptember 16. – Charles de Gaulle francia elnök elismeri az algériaiak önrendelkezési jogát.[12]
- október 10. – Felkeresi Boldoczki János moszkvai magyar nagykövet Rákosi Mátyást és a magyar pártvezetés nevében politikai tevékenységéről  való lemondó nyilatkozat megírására kéri. (Rákosi betegségére való hivatkozással nem teljesíti a kérést.)[13]
- október 25. – Jaroslav Heyrovský csehszlovák akadémikus Nobel-díjat kap a polarográfiai kutatásaiért. (Ő Csehszlovákia első Nobel-díjasa.)[6]
- november 20.
  - Ausztria, Dánia, az Egyesült Királyság, Norvégia, Portugália, Svédország és Svájc aláírja az Európai Szabadkereskedelmi Társulást (EFTA) létrehozó stockholmi egyezményt.[10]
  - A Magyar Szocialista Munkáspárt Központi Bizottsága (MSZMP KB) megerősíti korábbi döntését, és úgy határoz, hogy Rákosi Mátyás „maradjon ott, ahol van”. (A Szovjetunióban, száműzetésben.)[13]
- november 25. – New Yorkban agyonlőve találják Povl Bang-Jensen dán diplomatát, az ENSZ ötös bizottság másodtitkárát. Halálának körülményei máig tisztázatlanok, miután megtagadta a magyar ügyben tanúskodó személyek névsorának kiadását.
- november 26. – Az ENSZ ismét napirendre tűzi a „magyar kérdést”.
- november 27–30. – Az Egyesült Parasztpárt III. kongresszusa.[7]
- november 30. – Megkezdődik az MSZMP első kongresszusa (VII. kongresszus néven). A kongresszuson felszólal Hruscsov is.
- december 1. – Az Antarktisz egyezmény aláírása, mely kikötötte a kontinens semlegességét.
- december 2. – A francia Riviérán található Fréjus városához közel, a Reyran folyó völgyében felépített Malpasset gát – az özönvízszerű esőzések hatására – átszakad, s a lezúduló víz- és sártömeg szinte elsöpri Fréjust, ahol 423 ember veszíti életét.[14]
- december 15–22. – A párizsi Porte Dauphine-ben felavatják a NATO új főhadiszállását.[10]
- december 19. – Lengyelország, a Szovjetunió, az NDK, Magyarország és Csehszlovákia kormányai egyezményt kötnek közös olajvezeték építéséről.[7]

Határozatlan dátumú események
- május – A Szovjetunió felveszi a diplomáciai kapcsolatokat Kubával.[15]

## Az év témái

### 1959 a filmművészetben
- A Balázs Béla-díj megalapítása.

### 1959 az irodalomban
- szeptember 15. – A brassói katonai bíróság ítéletet hirdet a brassói íróperben.
- Ottlik Géza regénye: Iskola a határon
- Megjelenik Vladimír Mináč szlovák író Živí a mŕtvi (Élők és holtak) című regénye.[16]

### 1959 a sportban
- Jack Brabham nyeri a Formula–1 világbajnokságot a Cooper csapattal.
- A Csepel SC nyeri az NB1-et. Ez a klub negyedik bajnoki címe.

### 1959 a tudományban
- január 4. – A szovjet Luna–1 űrszonda 6000 km-re közelíti meg a Holdat és az első mesterséges bolygóvá válik.
- február 28. – Az amerikai Discoverer–1 az első poláris pályán keringő műhold.
- május 16. – Jánossy Andor vezetésével Tápiószelén megalakul az Országos Agrobotanikai Intézet, a magyarországi növényfajta-kísérleti és növénynemesítési kutatások fő bázisa.
- szeptember 14. – A szovjet Luna–2 űrszonda becsapódik a Holdba.
- október 6. – A Luna–3 fényképeket készít a Hold túlsó oldaláról.

### 1959 a vasúti közlekedésben
- december 31. – Bezárják a Szombathely–Bucsu vasutat.

### 1959 a zenében
- Elvis Presley : A Date with Elvis, For LP Fans Only
- Chuck Berry : Chuck Berry Is on Top
- Little Richard : The Fabulous Little Richard
- Ray Charles :  The Genius of Ray Charles, Ray Charles, The Fabulous Ray Charles
- Frank Sinatra: Come Dance with Me / No One Cares

## Születések
- január 4. – Vanity, kanadai színésznő († 2016)
- január 12. – Per Gessle, svéd énekes, szövegíró
- január 13. – Inara Luigas, észt politikus, parlamenti képviselő
- január 16. – Sade Adu, brit énekesnő
- január 17. – Susanna Hoffs amerikai zenész, énekesnő
- február 2. – Hubertus von Hohenlohe német főnemesi családból származó mexikói alpesisíző, popénekes és fotóművész
- február 12. – Bujdosó Imre, olimpiai bajnok vívó
- február 21. – Marek Raczkowski, lengyel festőművész, karikaturista, díszlettervező
- február 22. – Hortobágyi T. Cirill pannonhalmi főapát
- február 22. – Kyle MacLachlan, amerikai színész
- február 27. – Vardan Petroszján örmény színész, forgatókönyvíró, humorista
- március 10. – Szabadi Vilmos, magyar hegedűművész
- március 18. – Irene Cara amerikai énekesnő, színésznő († 2022)
- március 25. – Joanna Stempińska borász, művészettörténész, diplomata, Lengyelország nagykövete
- április 22. – Falusi Mariann magyar énekesnő, színésznő a Pa-dö-dő együttes tagja
- április 27. – Andrew Fire a 2006. évi fiziológiai és orvostudományi Nobel-díjat megosztva kapta Craig C. Melloval az RNS interferenciájának felfedezéséért
- április 29. – Dajka László egy egykori magyar labdarúgó, jelenleg edző
- május 3. – Bobby "Blitz" Ellsworth, az Overkill thrash metal együttes frontembere, a műfaj egyik legkarizmatikusabb előadója
- május 9. – Áder János, köztársasági elnök, politikus, a FIDESZ egyik vezetője
- május 17. – Alik Szaharov, operatőr, rendező
- május 18. – Galla Miklós humorista, zenész
- június 1. – Alan Wilder, brit popzenész, a Depeche Mode egykori tagja
- június 11. – Hugh Laurie, brit színész
- június 13. – Klaus Johannis, erdélyi lutheránus szász gimnáziumi tanár, tanfelügyelő, 2000-től Nagyszeben polgármestere, 2014-től Románia megválasztott köztársasági elnöke
- június 14. – Freund Tamás, Bolyai-díjas és  Széchenyi-díjas neurobiológus, tanszékvezető egyetemi tanár, az MTA Kísérleti Orvostudományi Kutatóintézet igazgatója
- július 1. – Pleszkán Frigyes, kiváló magyar jazz zongorista († 2011)
- július 9. – Iváncsik Mihály kézilabdázó
- július 13. – Lanstyák István, egyetemi oktató, felvidéki  nyelvész
- július 17. – Kovács András Ferenc Kossuth-díjas erdélyi magyar költő, műfordító († 2023)
- augusztus 11. – Szlávics László, szobrász, éremművész
- augusztus 17. – David Koresh, ádventista szektavezér († 1993)
- augusztus 27. – Petőcz András, író, költő
- szeptember 11. – John Hawkes, amerikai film- és televíziós színész
- szeptember 14. – Morten Harket, norvég énekes és zenész, az A-ha együttes énekese.
- szeptember 23. – Jason Alexander, amerikai színész, humorista, rendező
- szeptember 28. – Kovács Péter, olimpiai bronzérmes (1980) tornász, edző († 2024)
- október 15. – Rudolf Péter, Kossuth-díjas magyar színész, a Vígszínház igazgatója
- október 16. – Pamela Cecile Rasmussen, amerikai ornitológus
- október 16. – Gary Kemp, angol pop zenész és színész, Spandau Ballet gitárosa és fő dalszerzője
- október 31. – Neal Stephenson, amerikai író
- november 5. – Bryan Adams, kanadai rockzenész
- november 12. – Bolek Zoltán, a Magyar Iszlám Közösség elnöke, író
- november 24. – Kiszel Tünde, televíziós műsorvezető, szerkesztő, producer, újságíró, színésznő és fotómodell
- december 5. – Kiss Jenő Ferenc, magyar szobrászművész
- december 18. – Grant Marshall ("Daddy G"), angol zenész (Massive Attack)
- december 28. – Lippai László magyar színész († 2022)
- december 28. – Andy McNab brit katona, író
- december 29. – Kövér László magyar politikus, a Fidesz alapító tagja
- december 31. – Val Kilmer amerikai színész († 2025)

## Halálozások
- január 14. – D. Szabó Károly földműves, az 1956-os forradalom gyóni eseményeinek egyik vezető szereplője és kivégzettje (* 1924)
- január 21. – Rékai Miklós hárfaművész (* 1906)
- február 3. – Buddy Holly, Ritchie Valens és J.R Richardson amerikai énekesek (* 1936)
- február 15. – Madarász Margit teniszező (* 1884)
- március 21. – Kivégezték Mansfeld Pétert, az 1956-os forradalmat követő megtorlás legfiatalabb áldozatát (* 1941)
- április 3. – Apponyi Károly honvéd vezérkari alezredes, nagybirtokos, császári és királyi kamarás, főrendiházi, majd felsőházi tag (* 1878)
- április 9. – Frank Lloyd Wright amerikai építész (* 1867)
- április 16. – Győrffy István botanikus, egyetemi tanár, az MTA tagja (* 1880)
- április 19. – Szabédi László magyar költő, egyetemi tanár (öngyilkos lett a Bolyai Egyetem megszüntetése miatt)[17] (* 1907)
- április 29. – Medgyaszay István építész, szakíró (* 1877)
- május 3. – Csendes Zoltán közgazdász, a Bolyai egyetem prorektora (az egyetem megszüntetésekor öngyilkos lett)[17]
- május 31. – Zathureczky Ede hegedűművész (* 1903)
- június 9. – Talányi Ferenc szlovén-magyar irodalmár (* 1883)
- július 19. – Schlosser Imre labdarúgó (* 1889)
- augusztus 11. – Mario Lanza olasz származású amerikai tenor (* 1921)
- augusztus 17. – Pornói Rezső gimnáziumi énektanár, római katolikus kántor
- szeptember 11. – Bölöni György magyar író, újságíró (* 1882)
- szeptember 23. – Mocsáry Ödön földbirtokos, országgyűlési képviselő (* 1900)
- október 15. – Fejér Lipót magyar matematikus, az MTA tagja (* 1880)
- november 2. – Harsányi Lajos költő, író, római katolikus pap, a  magyar katolikus líra egyik  megújítója (* 1883)
- november 9. – Reibel Mihály magyar katolikus pap, országgyűlési képviselő (* 1889)
- november 15. – Charles Thomson Rees Wilson Nobel-díjas angol-skót fizikus (* 1869)
- november 16. – Hankó Béla magyar zoológus, ichthyológus, természettudományi szakíró. (* 1886)
- november 17. – Heitor Villa-Lobos brazil zeneszerző (* 1887)
- november 25. – Gérard Philipe francia színész (* 1922)
- november 26. – Povl Bang-Jensen dán diplomata (* 1909)
- november 30. – R. Vozáry Aladár kárpátaljai magyar újságíró, lapszerkesztő, nemzetiségi politikus, magyarországi kormányfőtanácsos, országgyűlési képviselő (* 1895)
- december 3. – Márffy Ödön magyar festő és grafikus (* 1878)
- december 18. – Ráth-Végh István művelődéstörténeti szakíró, jogász (* 1870)
- december 20. – Bory Jenő építész, szobrász (* 1879)
- december 25. – Hendrey József erdőmérnök, országgyűlési képviselő (* 1891)
- december 28. – Ante Pavelić, a horvát usztasa mozgalom alapítója, a Független Horvát Állam vezetője (* 1889)

## Nobel-díjasok
- A Nobel-díjat a svéd Alfred Nobel alapította, 1901 óta adják át, melyet a Svéd Királyi Tudományos Akadémia ítél oda a tudomány, az irodalom és humanitárius területen kimagasló eredményt elért magánszemélyeknek, illetve intézményeknek.

| Fizikai            | Emilio Gino Segre, Owen Chamberlain |
| Kémiai             | Jaroslav Heyrovský                  |
| Orvosi-fiziológiai | Severo Ochoa, Arthur Kornberg       |
| Irodalmi           | Salvatore Quasimodo                 |
| Béke               | Philip John Noel-Baker              |